# Christopher Powell
Pour les articles homonymes, voir Chris Powell (homonymie).
 (septembre 2014).
Christopher Powell (nom de scène Pow Pow) est un musicien de Philadelphie. 

## Carrière
Il a été batteur et percussionniste pour le groupe de rock expérimental Need New Body, le groupe de musique Man Man, et le sextuor Icy Demons. Après la dissolution de Need New Body, Powell rejoint Man Man avant d'enregistrer le deuxième album du groupe, Six Demon Bag. Il a depuis joué sur tous les albums, faisant de lui le deuxième plus constant et le plus ancien membre (le chanteur Ryan Kattner étant le premier). Christopher a participé en tant que 11ème batteur à l'album 77 Boadrum du groupe Boredoms. Il participe également à la bande L'croquer. Il a co-présenté en 2010 avec Brian Dwyer l'exposition "Give Pizza Chance" pour Pizza Brain, musée de la pizza et pizzeria situé à Philadelphie. Il possède et exploite également le label Obey Your Brain.
En octobre 2012, Powell a publié "Univers Mahalo: Volume # 1" qui a été la première sortie officielle de son projet solo, "Spaceship Aloha". Les chansons sont une combinaison d'échantillons de musique traditionnelle hawaïenne avec des beats électroniques. Powell a dit que l'album a été inspiré par son temps passé à visiter Hawaii. Une série limitée de cartes postales qu'on peut planter a été mise en vente. Chaque carte postale inclus un code de téléchargement et peut être plantée pour donner du Lobelias bleu.